# アンソンゴ圏
アンソンゴ圏（アンソンゴけん、フランス語：Cercle de Ansongo）は、マリ共和国の地方行政区画でガオ州を構成する圏のひとつ。行政の中心地はアンソンゴにおかれる。下級単位のコミューンは7つあり、2009年の統計で人口は132,205人を数える。

## コミューン
アンソンゴ圏には以下のコミューンがある。
- アンソンゴ（fr:Ansongo）
- バラ  (マリ)（fr:Bara (Mali)）
- ブーラ (マリ共和国)（fr:Bourra）
- ワーアッタグーナ（fr:Ouattagouna）
- タラテイエ（fr:Talataye）
- テッシ（fr:Tessit）
- タン・アマ（fr:Tin-Hama）